# Wojciech Sekuła
Wojciech Sekuła es un deportista polaco que compitió en piragüismo en la modalidad de eslalon. Ganó dos medallas de bronce en el Campeonato Mundial de Piragüismo en Eslalon, en los años 2002 y 2003, y una medalla de bronce en el Campeonato Europeo de Piragüismo en Eslalon de 2004, las tres en la prueba de C2 por equipos.

## Palmarés internacional
| Campeonato Mundial | Campeonato Mundial            | Campeonato Mundial | Campeonato Mundial |
| Año                | Lugar                         | Medalla            | Competición        |
| ------------------ | ----------------------------- | ------------------ | ------------------ |
| 2002               | Bourg-Saint-Maurice (Francia) | Medalla de bronce  | C2 por equipos     |
| 2003               | Augsburgo (Alemania)          | Medalla de bronce  | C2 por equipos     |
| Campeonato Europeo |                               |                    |                    |
| Año                | Lugar                         | Medalla            | Competición        |
| 2004               | Skopie (Macedonia)            | Medalla de bronce  | C2 por equipos     |